# Троянув (Мінський повіт)
Троянув (пол. Trojanów) — село в Польщі, у гміні Мрози Мінського повіту Мазовецького воєводства.
Населення — 184 особи (2011).
У 1975-1998 роках село належало до Седлецького воєводства.

## Демографія
Демографічна структура станом на 31 березня 2011 року:
|          | Загалом | Допрацездатний вік | Працездатний вік | Постпрацездатний вік |
| -------- | ------- | ------------------ | ---------------- | -------------------- |
| Чоловіки | 93      | 23                 | 55               | 15                   |
| Жінки    | 91      | 17                 | 45               | 29                   |
| Разом    | 184     | 40                 | 100              | 44                   |